# Hugo III. Embriaco
Hugo III. Embriaco oder Hugo III. von Gibelet, genannt „der Hinkende“ (französisch le Boiteux; * vor 1164; † um 1196) war Herr von Gibelet in der Grafschaft Tripolis.
Er war der Sohn des Herrn Hugo II. Embriaco von Gibelet. Nach dessen Tod um 1184 folgte er ihm als Herr von Gibelet.
Er begünstigte, wie sein Vater, den Handel seiner Landsleute und insbesondere denjenigen der vizegräflichen genuesischen Familien, die den Verkehr mit Syrien beherrschten. Dadurch erlangte die Familie Embriaco allmählich eine starke Selbständigkeit gegenüber ihrer Mutterstadt Genua. Die Päpste Alexander III. und Urban III. protestierten wirkungslos gegen diese Entwicklung.
1187 geriet er bei der Schlacht bei Hattin in Gefangenschaft Sultan Saladins und war gezwungen ihm Gibelet im Austausch für seine Freilassung abzutreten. Sein Sohn Guido I. erlangte die Herrschaft im Rahmen des Kreuzzugs Heinrichs VI. 1197 zurück.
Spätestens 1179 hatte er Stephanie von Milly geheiratet, die Witwe des Herren von Batrun, Wilhelm Dorel. Mit ihr hatte er zwei Söhne und zwei Töchter:
- Guido I. Embriaco, Herr von Gibelet ⚭ Alix von Antiochia;
- Hugo Embriaco;
- Plaisance († 1217) ⚭ Fürst Bohemund IV. von Antiochia;
- Pavia ⚭ Werner von Egisheim (genannt Garnier l’Aleman)[1].